# Камандона
Камандона (італ. Camandona, п'єм. Camandon-a) — муніципалітет в Італії, у регіоні П'ємонт,  провінція Б'єлла.
Камандона розташована на відстані близько 550 км на північний захід від Рима, 75 км на північний схід від Турина, 10 км на північний схід від Б'єлли.
Населення — 370 осіб (2014).
Щорічний фестиваль відбувається 7 вересня. Покровитель — San Grato.

## Демографія
Населення за роками:

Станом на 1 січня 2023 року в муніципалітеті офіційно проживало 11 іноземців з 5 країн, серед них 9 громадян країн Євросоюзу та 1 громадянин України.

## Сусідні муніципалітети
- Біольйо
- Каллаб'яна
- Петтіненго
- П'ятто
- Триверо
- Валланценго
- Валле-Сан-Ніколао
- Вельйо